# Kvartarna znanost
Kvartarna znanost je interdisciplinarna znanost koje se fokusira na razdoblje kvartara koje obuhvaća posljednjih 2.6 milijuna godina. Ova disciplina proučava posljednje ledeno doba i posljednji interstadijal holocen te koristi posredne dokaze u rekonstrukciji prošlih prirodnih sredina tijekom tog perioda kako bi se izveo zaključak o klimatskim i ekološkim promjenama koje su se zbivale.

## Više informacija
- Međunarodna unija za kvartarna istraživanja
- Palinologija
- 100,000-godišnji problem
- Geokronologija
- Journal of Quaternary Science

## Vanjske poveznice
- Quaternary Research Association
- International Union for Quaternary Research  Arhivirana inačica izvorne stranice od 19. kolovoza 2010. (Wayback Machine)
- Irish Quaternary Association
- Cambridge Quaternary formally the Godwin Institute